# Wake Up Little Susie/Maybe Tomorrow
Wake Up Little Susie/Maybe Tomorrow è un singolo degli Everly Brothers pubblicato nel 1957. 

## Il disco
I due brani vennero inclusi nell'album The Everly Brothers, pubblicato l'anno successivo.
Nel 1982 Simon & Garfunkel realizzarono una cover live di Wake Up Little Susie, inclusa nell'album The Concert in Central Park del 1982.

## Tracce
Lato A
Edizioni musicali Acuff-Rose Publishing.
1. Wake Up Little Susie – 1:57 (Boudleaux Bryant-Felice Bryant)

Lato B
Edizioni musicali Acuff-Rose Publishing.
1. Maybe Tomorrow – 2:04 (Phil Everly-Don Everly)